# 佐々木祐弥
佐々木 祐弥（ささき ゆうや）は日本の経済学者。
専門は計量経済学。

## 略歴
2012年 ブラウン大学大学院で経済学博士号取得。2012 - 2017年 ジョンズ・ホプキンス大学経済学部助教授。2017 - 2023年 ヴァンダービルト大学経済学部准教授。
2023年 - ヴァンダービルト大学経済学部ブライアン・アンド・シャーロット・グローヴ冠教授。

## 受賞
- 2019年 Econometric Theory Multa Scripsit Award[4]
- 2019年 Journal of Econometrics フェロー[5]